# Liga Mundial de Voleibol de 2008
La XIX edición de la Liga Mundial de Voleibol se realizó con la participación de 16 equipos. La Ronda Intercontinental se llevó a cabo entre el 13 de junio y el 20 de julio de 2008. La fase final se hizo entre el 23 y el 27 de julio en Río de Janeiro, Brasil. Ese país fue sede de las finales de la Liga Mundial por cuarta vez.
El torneo tuvo como ganador a la Selección de voleibol de los Estados Unidos, por primera vez en la historia de la Liga Mundial, seguido de Serbia, Rusia y Brasil.
Después de tres años de ausencia, la Selección de voleibol de España retornó a la Liga, en sustitución de Argentina, mientras que Venezuela sustituyó a Canadá tras anunciar que no participaría en la competición por dificultades económicas.

## Grupos
| Grupo A   | Grupo B       | Grupo C        | Grupo D |
| --------- | ------------- | -------------- | ------- |
| Brasil    | Rusia         | Estados Unidos | Polonia |
| Francia   | Cuba          | Bulgaria       | Japón   |
| Serbia    | Corea del Sur | España         | China   |
| Venezuela | Italia        | Finlandia      | Egipto  |

## Ronda Intercontinental

### Grupo A
| Equipo    | PTS | Partidos | Partidos | Partidos | Puntos | Puntos | Puntos | Sets | Sets | Sets  |
| Equipo    | PTS | J        | G        | P        | F      | C      | Pr     | F    | C    | Pr    |
| --------- | --- | -------- | -------- | -------- | ------ | ------ | ------ | ---- | ---- | ----- |
| Brasil    | 7   | 4        | 3        | 1        | 411    | 383    | 1,073  | 11   | 7    | 1,571 |
| Francia   | 7   | 4        | 3        | 1        | 365    | 359    | 1,017  | 9    | 7    | 1,286 |
| Serbia    | 5   | 4        | 1        | 3        | 371    | 376    | 0,987  | 8    | 9    | 0,889 |
| Venezuela | 5   | 4        | 1        | 3        | 324    | 353    | 0,918  | 5    | 10   | 0,500 |

### Grupo B
| Equipo        | PTS | Partidos | Partidos | Partidos | Puntos | Puntos | Puntos | Sets | Sets | Sets  |
| Equipo        | PTS | J        | G        | P        | F      | C      | Pr     | F    | C    | Pr    |
| ------------- | --- | -------- | -------- | -------- | ------ | ------ | ------ | ---- | ---- | ----- |
| Italia        | 9   | 5        | 4        | 1        | 540    | 504    | 1,071  | 14   | 9    | 1,556 |
| Rusia         | 9   | 5        | 4        | 1        | 469    | 451    | 1,040  | 13   | 7    | 1,857 |
| Cuba          | 5   | 4        | 1        | 3        | 364    | 390    | 0,933  | 5    | 11   | 0,455 |
| Corea del Sur | 4   | 4        | 0        | 4        | 395    | 423    | 0,934  | 7    | 12   | 0,583 |

### Grupo C
| Equipo         | PTS | Partidos | Partidos | Partidos | Puntos | Puntos | Puntos | Sets | Sets | Sets  |
| Equipo         | PTS | J        | G        | P        | F      | C      | Pr     | F    | C    | Pr    |
| -------------- | --- | -------- | -------- | -------- | ------ | ------ | ------ | ---- | ---- | ----- |
| Estados Unidos | 7   | 4        | 3        | 1        | 347    | 281    | 1,235  | 11   | 4    | 2,750 |
| Bulgaria       | 7   | 4        | 3        | 1        | 321    | 319    | 1,006  | 9    | 6    | 1,500 |
| España         | 6   | 4        | 2        | 2        | 347    | 365    | 0,951  | 7    | 9    | 0,778 |
| Finlandia      | 4   | 4        | 0        | 4        | 325    | 375    | 0,867  | 4    | 12   | 0,333 |

### Grupo D
| Equipo  | PTS | Partidos | Partidos | Partidos | Puntos | Puntos | Puntos | Sets | Sets | Sets  |
| Equipo  | PTS | J        | G        | P        | F      | C      | Pr     | F    | C    | Pr    |
| ------- | --- | -------- | -------- | -------- | ------ | ------ | ------ | ---- | ---- | ----- |
| Egipto  | 7   | 4        | 3        | 1        | 386    | 375    | 1,029  | 10   | 7    | 1,429 |
| Polonia | 6   | 4        | 2        | 2        | 390    | 379    | 1,029  | 9    | 9    | 1,000 |
| China   | 6   | 4        | 2        | 2        | 417    | 419    | 0,995  | 10   | 9    | 1,111 |
| Japón   | 5   | 4        | 1        | 3        | 404    | 424    | 0,953  | 7    | 11   | 0,636 |